# Österreichische Alpine Skimeisterschaften 1985
Die Österreichischen Alpinen Skimeisterschaften 1985 fanden vom 21. bis zum 24. Februar im Salzburger Pongau statt. Die Abfahrten wurden in Radstadt ausgetragen, die Riesenslaloms in Eben und die Slaloms in Filzmoos.

## Herren

### Abfahrt
| Platz | Name                    | Zeit        |
| ----- | ----------------------- | ----------- |
| 01    | Stefan Niederseer       | 1:49,94 min |
| 02    | Mathias Haas            | 1:50,11 min |
| 03    | Rudolf Huber            | 1:50,18 min |
| 04    | Siegfried Stürzenbecher | 1:50,53 min |
| 05    | Armin Assinger          | 1:50,70 min |
| 06    | Leonhard Stock          | 1:50,84 min |
| 07    | Anton Steiner           | 1:50,90 min |
| 08    | Rainer Salzgeber        | 1:50,92 min |
| 09    | Fritz Stölzl            | 1:51,01 min |
| 10    | Harti Weirather         | 1:51,03 min |

Datum: 21. Februar 1985

Ort: Radstadt

Piste: Kemathöhe-Königslehen

### Riesenslalom
| Platz | Name                | Zeit        |
| ----- | ------------------- | ----------- |
| 01    | Guido Hinterseer    | 2:29,76 min |
| 02    | Hubert Strolz       | 2:29,85 min |
| 03    | Helmut Mayer        | 2:29,95 min |
| 04    | Jürgen Grabher      | 2:30,21 min |
| 05    | Jenny (LIB)         | 2:30,29 min |
| 06    | Günther Mader       | 2:30,34 min |
| 07    | Ernst Riedlsperger  | 2:30,67 min |
| 08    | Gerhard Lieb        | 2:30,69 min |
| 09    | Christian Orlainsky | 2:30,70 min |
| 10    | Konrad Walk         | 2:30,81 min |

Datum: 23. Februar 1985

Ort: Eben

### Slalom
| Platz | Name                | Zeit        |
| ----- | ------------------- | ----------- |
| 01    | Gerhard Lieb        | 1:43,76 min |
| 02    | Christian Orlainsky | 1:43,89 min |
| 03    | Klaus Heidegger     | 1:44,49 min |
| 04    | Mathias Berthold    | 1:44,53 min |
| 05    | Roland Pfeifer      | 1:44,75 min |
| 06    | Josef Prantner      | 1:45,49 min |
| 07    | Hubert Schweighofer | 1:45,52 min |
| 08    | Bernhard Gstrein    | 1:46,48 min |
| 09    | Guido Hinterseer    | 1:46,85 min |
| 10    | Rainer Salzgeber    | 1:47,06 min |

Datum: 24. Februar 1985

Ort: Filzmoos

### Kombination
Die Kombination setzt sich aus den Ergebnissen von Slalom, Riesenslalom und Abfahrt zusammen.
| Platz | Name             | Punkte |
| ----- | ---------------- | ------ |
| 01    | Guido Hinterseer | 034,28 |
| 02    | Roland Pfeifer   | 034,40 |
| 03    | Jürgen Grabher   | 050,22 |
| 04    | Rainer Salzgeber | 053,20 |
| 05    | Helmut Mayer     | 059,54 |
| 06    | Rudolf Stocker   | 068,51 |
| 07    | Leonhard Stock   | 088,72 |
| 08    | Bär              | 119,74 |
| 09    | Rainer Herb      | 142,82 |
| 10    | Thomas Hangl     | 183,15 |

## Damen

### Abfahrt
| Platz | Name                | Zeit        |
| ----- | ------------------- | ----------- |
| 01    | Astrid Geisler      | 1:38,87 min |
| 02    | Sylvia Eder         | 1:39,66 min |
| 03    | Katharina Gutensohn | 1:40,53 min |
| 04    | Christine Putz      | 1:40,79 min |
| 05    | Gudrun Arnitz       | 1:40,96 min |
| 06    | Sigrid Wolf         | 1:41,41 min |
| 07    | Ingrid Salvenmoser  | 1:41,45 min |
| 08    | Claudia Wernig      | 1:41,51 min |
| 09    | Bozic               | 1:41,91 min |
| 10    | Anita Wachter       | 1:41,97 min |

Datum: 21. Februar 1985

Ort: Radstadt

Piste: Kemathöhe-Königslehen

Streckenlänge: 2445 m

### Riesenslalom
| Platz | Name               | Zeit        |
| ----- | ------------------ | ----------- |
| 01    | Sylvia Eder        | 2:33,05 min |
| 02    | Anita Wachter      | 2:33,09 min |
| 03    | Claudia Riedl      | 2:34,91 min |
| 04    | Manuela Rüf        | 2:35,20 min |
| 05    | Ulrike Maier       | 2:35,27 min |
|       | Anita Braunegger   | 2:35,27 min |
| 07    | Ingrid Salvenmoser | 2:35,80 min |
| 08    | Elisabeth Warter   | 2:36,07 min |
| 09    | Adelheid Gapp      | 2:36,08 min |
| 10    | Rosemarie Dreier   | 2:36,13 min |

Datum: 22. Februar 1985

Ort: Eben

### Slalom
| Platz | Name                | Zeit        |
| ----- | ------------------- | ----------- |
| 01    | Ida Ladstätter      | 1:45,90 min |
| 02    | Anita Wachter       | 1:47,75 min |
| 03    | Caroline Beer       | 1:47,81 min |
| 04    | Karin Buder         | 1:47,91 min |
| 05    | Claudia Strobl      | 1:47,95 min |
| 06    | Veronika Wallinger  | 1:48,26 min |
| 07    | Sigrid Wolf         | 1:49,75 min |
| 08    | Birgit Hussauf      | 1:51,35 min |
| 09    | Barbara Sadleder    | 1:51,94 min |
| 10    | Katharina Gutensohn | 1:53,24 min |

Datum: 23. Februar 1985

Ort: Filzmoos

### Kombination
Die Kombination setzt sich aus den Ergebnissen von Slalom, Riesenslalom und Abfahrt zusammen.
| Platz | Name             | Punkte |
| ----- | ---------------- | ------ |
| 1     | Anita Wachter    | 038,26 |
| 2     | Ida Ladstätter   | 070,12 |
| 3     | Sigrid Wolf      | 073,77 |
| 4     | Karin Buder      | 108,60 |
| 5     | Barbara Sadleder | 132,60 |
| 6     | Gudrun Obholzer  | 0000?  |
| 7     | Hartmann         | 261,91 |